# Norbulingka
Norbulingka (tibetski: ནོར་བུ་གླིང་ཀ་, Nor-bu-gling-ka; kineski: 羅布林卡, što znači "Park blaga") je palača i pripadajući park u Lhasi (Tibet). Izgrađena je 1755. godine kao ljetna rezidencija Dalaj Lama, što je i ostala sve do kineskog progona 14. Dalaj Lame 1959. godine, nakon kineske invazije. Zbog toga je palača Norbulngka dodana drugim povijesnim spomenicima Lhase (Palača Potala i samostan Jokhang), na UNESCO-ov popis mjesta svjetske baštine u Aziji i Oceaniji 2001. godine kao "jedinstven primjer tibetanske arhitekture, velikog povijesnog i vjerskog značaja".
Izgradnja palače Norbulingka započela je izgradnjom Uya palače 1751. godine, 7. Dalaj Lame, koju su sljedeći Dalaj Lame nastavili dograđivati izgradnjom paviljona i dvorana. Uskoro je postala ljetnikovac i drugo vjersko, političko i kulturno središte Tibeta, nakon Potala palače. Nalazi se na obali rijeke Lhasa oko 2 km zapadno od palače Potala i smatra se za najveći park u Tibetu. Sastoji se od velikog vrta s nekoliko palača, dvorana i paviljona, na površini od oko 36 hektara (s 374 prostorije). Područje se sastoji od pet dijelova:
- Gesang palača (Kelsang Potrang) izgrađena 1755. godine, nazvana je po sedmom Dalaj Lami. Ima tri kata s dvoranama za obožavanje Bude, Dvoranu za rasprave, spavaće sobe, čitaonice i svetišta.
- Tsoje palaču (Tsokyil Potrang), najznamenitija u Norbulingki s Han paviljonom za tibetansku operu (Khamsum Zilnon), izgradio je 13. Dalaj Lama 1920-ih, pod utjecajem Pekinga; kao i
- palaču Jensen  (Chensel Potrang ) koja se nalazi u vrtu.
- Palača Gesang Deje je izgrađena 1926. god.;
- Palača Tagtan Migyur (Migyur Potrang, "Vječna palača") je izgrađena od 1954. – 56. uz podršku vlade Narodne Republike Kine. Ona je mješavina arhitekture paviljona i hrama, i veličanstvenija je od ostalih. Njezine zidne slike prikazuju budističke motive, ali i narativnu povijest Tibeta.

Od 1959. godine, Norbulingkom je upravljalo Povjerenstvo ministarstva kulture pod Prijelaznim uredom autonomne regije Tibeta, a kasnije izravno Ured za upravljenje kulturnom baštinom.
Tijekom ljetnih i jesenjih mjeseci parkovi u Tibetu, uključujući Norbulinka park, postaju mjesto plesa, pjevanja i glazbenih festivala, tako se u Norbulingki održava anualni Sho Dun ili "Festival jogurta".